# Antonio Moreno Barberá
Antonio Moreno Barberá (Madrid, 17 de abril de 1940-Madrid, 14 de abril de 2023) fue un almirante general español, que se desempeñó como jefe del Estado Mayor de la Defensa entre 2000 y 2004 y como jefe del Estado Mayor de la Armada entre 1997 y 2000.

## Biografía

### Carrera militar
Ingresó en la Armada, a los dieciséis años de edad. En 1995 fue nombrado jefe de la base naval de Rota, y en 1997 ascendió a almirante. El 27 de junio de 1997 fue nombrado jefe del Estado Mayor de la Armada.

### Jefe del Estado Mayor de la Defensa (2000-2004)
El 15 de diciembre del 2000 fue nombrado jefe de Estado Mayor de la Defensa, tomando posesión del cargo el 19 de diciembre. Durante su mandato, se impulsó el Centro de Inteligencia de las Fuerzas Armadas, encargado de elaborar y difundir toda la inteligencia que se necesita para la actuación de las Fuerzas Armadas, siendo complementario del CESID.
En julio del 2002, tuvo lugar la ocupación marroquí del islote de Perejil. El presidente Aznar contó que el JEMAD le aconsejó tres veces no actuar militarmente, pese a lo cual tomó la decisión de hacerlo.
Para hacer frente a esta situación, los mandos de las Fuerzas Armadas adoptaron una serie de medidas preventivas en previsión de una hipotética escalada de actos hostiles por parte de Marruecos. Como medidas concretas se enviaron desde las bases  navales de Rota (Cádiz) y Cartagena (Murcia) media docena de fragatas, corbetas y submarinos para patrullar por aguas próximas a Ceuta y Melilla. También desde las bases áreas del sur peninsular partieron varios helicópteros de transporte Chinook y de ataque Volkov de las Fuerzas Aeromóviles del Ejército de Tierra (FAMET) hacia las dos ciudades norteafricanas. El dispositivo militar se completó con el envío desde la base de Morón de la Frontera (Sevilla) de aviones de patrulla marítima P-3 Orion. Otras unidades de la Fuerza de Acción Rápida (FAR) o de la Flota se encuentran en alerta.
El 26 de mayo de 2003 tuvo lugar, en las proximidades de la localidad turca de Trebisonda el Accidente del Yak-42, donde fallecieron 62 militares españoles, junto a doce tripulantes ucranianos y un ciudadano bielorruso. Más de la mitad de los cadáveres de los militares muertos en el accidente del Yak-42 que fueron sometidos a análisis de ADN estaban mal identificados, según reveló el informe del Instituto de Toxicología de Estambul, que cotejó las muestras de 39 familias con los restos de otras tantas víctimas de la catástrofe aérea del 26 de mayo de 2003. El titular del juzgado central número tres de la Audiencia Nacional, Fernando Grande Marlaska, decretó el sobreseimiento de la cúpula militar.
El 19 de abril de 2004, habiendo ganado las elecciones el PSOE, el presidente de Gobierno, José Luis Rodríguez Zapatero, ordena la retirada de las tropas de Irak. Una vez realizado el repliegue, el almirante cesó en el cargo.
| Predecesor: Santiago Valderas Cañestro | Jefe de Estado Mayor de la Defensa 15 de diciembre del 2000-25 de junio de 2004 | Sucesor: Félix Sanz Roldán |